# Bernauer Strasse (Berlins tunnelbana)
Bernauer Strasse (U-Bahnhof Bernauer Straße) är en tunnelbanestation i Berlins tunnelbana som trafikeras av linje U8. Den öppnades 18 april 1930 och ligger under Brunnenstrasse. Norr om stationen ansluter spårvagnslinjen M10.

## Historia
Stationen Bernauer Strasse byggdes som en del i tunnelbanan mellan Gesundbrunnen och Neukölln, den så kallade GN-banan under ledning av AEG på uppdrag av Berlins magistrat. 1912 beslöts byggandet och arbetet med en tunnel under Brunnenstrasse med förutom Bernauer Strasse även stationen Voltastrasse. Stationen Bernauer Strasse formgavs av Peter Behrens som var verksam vid AEG som en pionjär inom företagsdesign och enhetlig formgivning inom ett företag. Arbetet försenades av första världskriget och först i slutet av 1920-talet slutfördes det. Alfred Grenander kom då att komplettera Behrens arbete och stationen öppnade för trafik 1930. 
Under perioden som delad stad var Berlins tunnelbanesystem uppdelat i en västlig och östlig del. Detta innebar att två västlinjer gick under Östberlin, varav den ena var U8 vilket innebar att Bernauer Strasse var avstängd och blev en så kallad spökstation. I samband med Berlins återförening återöppnades stationen i april 1990.

## Galleri

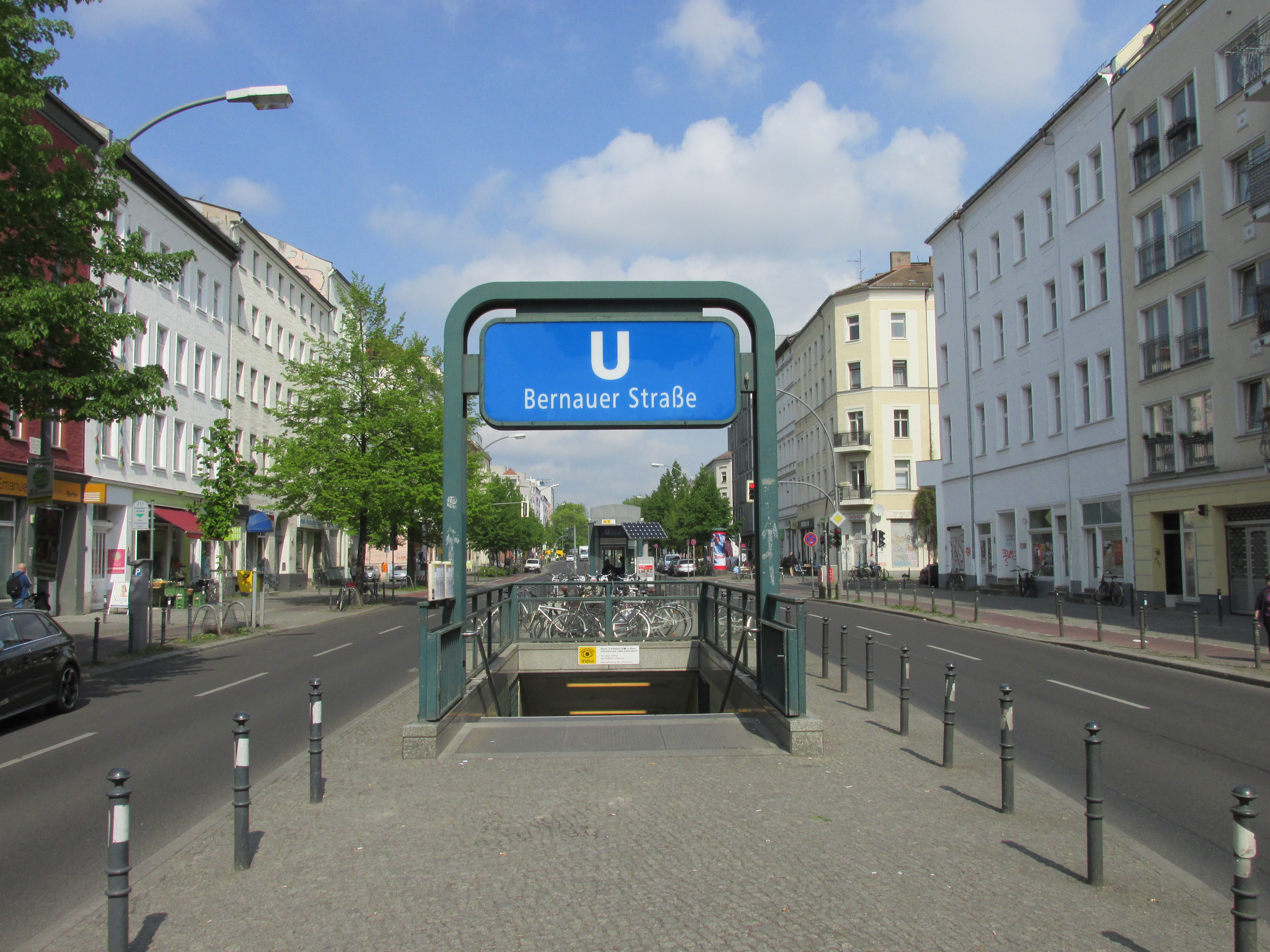
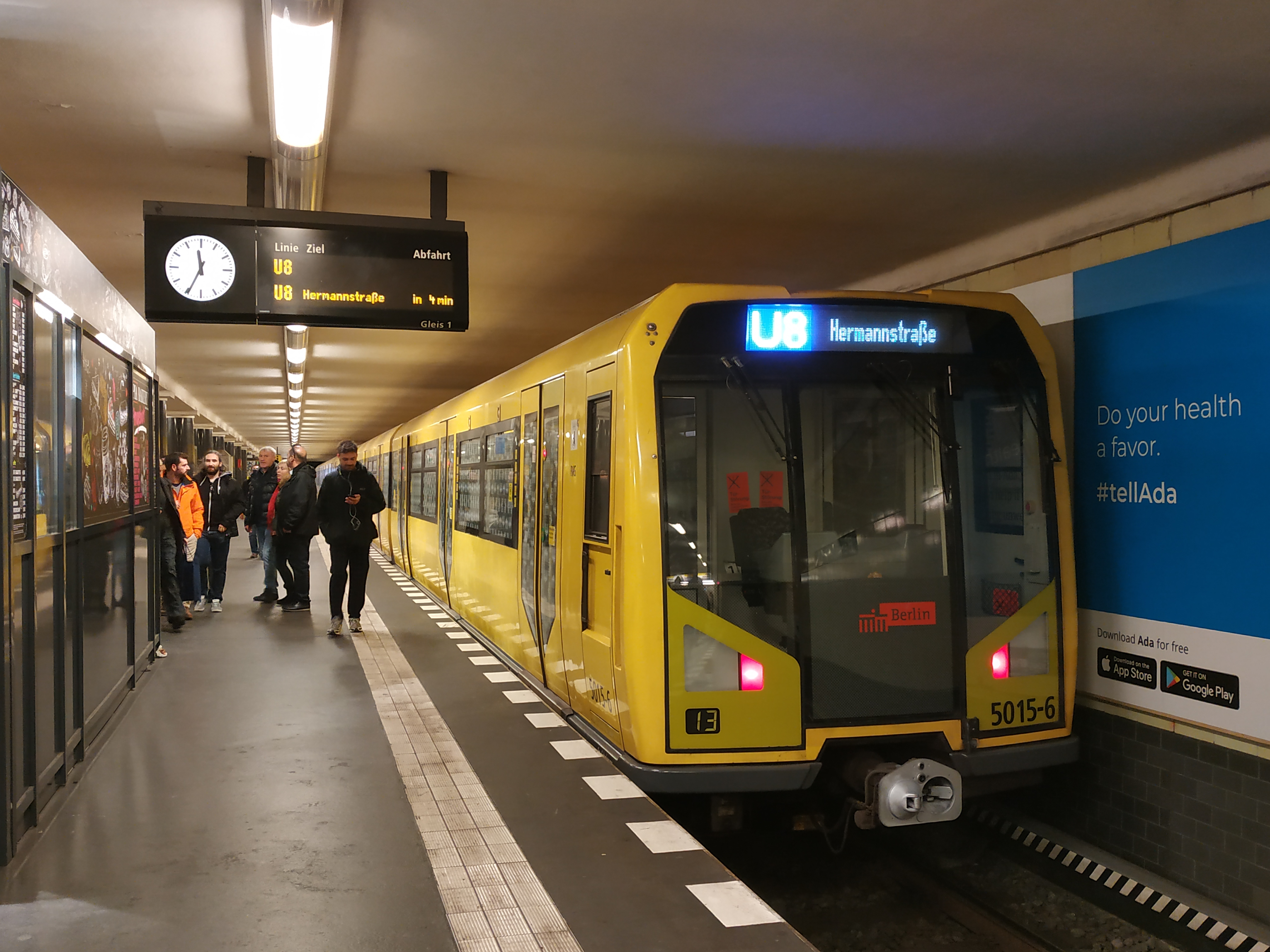
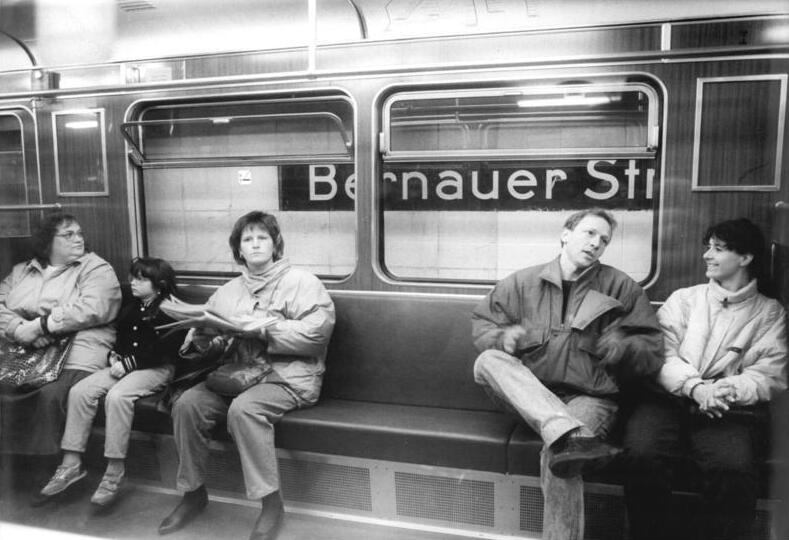
Bernauer Strasse efter återöppnandet april 1990